# Kadabagatti, Dharwad
Kadabagatti là một làng thuộc tehsil Dharwad, huyện Dharwad, bang Karnataka, Ấn Độ.